# Aristolochia amara
Aristolochia amara là một loài thực vật có hoa trong họ Aristolochiaceae. Loài này được (Aubl.) Poncy mô tả khoa học đầu tiên năm 1988.